# Maisie Peters
Maisie Hannah Peters (West Sussex, 28 de mayo de 2000) es una cantautora inglesa. Después de lanzar dos sencillos de forma independiente, firmó con Atlantic Records, con quien lanzó dos EP y la banda sonora de la segunda serie de la comedia británica Trying. 
En 2021, dejó Atlantic Records y firmó con el sello Gingerbread Man Records de Ed Sheeran. Poco después, lanzó su álbum debut, You Signed Up for This. En junio de 2023, lanzó su segundo álbum, The Good Witch.

## Biografía
Tiene una hermana gemela, Ellen, que se unió a Maisie en varios videos de YouTube durante el transcurso de la pandemia de Covid-19 y fue la inspiración detrás de la canción de Maisie "Brooklyn", un sencillo de su álbum debut, "You Signed Up For This".
Comenzó a cantar alrededor de los ocho años, actuando en coros. Escribió su primera canción a los nueve años y comenzó a escribir canciones regularmente a los 12 años, después de pedir prestada la guitarra de su amiga para un proyecto escolar. A los 15 años, comenzó a tocar en las calles de Brighton y a subir canciones originales a YouTube.

## Carrera

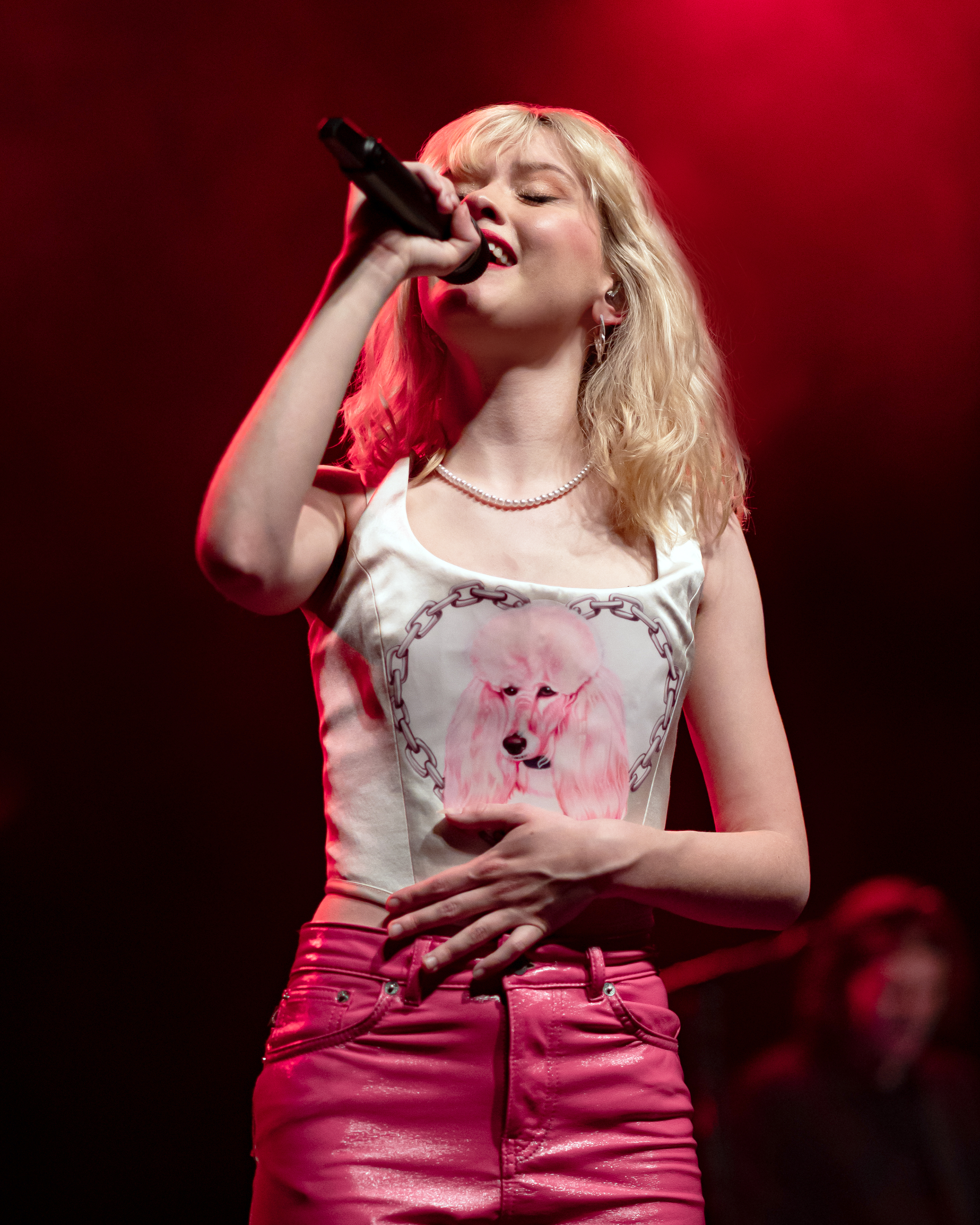
Maisie Peters actuando en el Teatro El Rey en 2022.

A los 15 años, en 2016, realizó su primer espectáculo grabado, interpretando varias canciones originales en The Ayala Show. En agosto de 2017, lanzó de forma independiente su sencillo debut, "Place We Were Made". Cuatro meses después, lanzó su segundo sencillo, "Birthday". Las canciones llamaron la atención en los círculos indie-pop y "Place We Were Made" fue nombrada la canción de la semana de BBC Introducing. A raíz de esta atención, Peters firmó con Atlantic Records UK. Bajo esta disquera, lanzó varios sencillos, en particular "Worst Of You", así como dos EP; Dressed Too Nice for a Jacket y It's Your Bed Babe, It's Your Funeral.
En 2020, Peters contribuyó con la canción "Smile" al álbum de la banda sonora de la película Birds of Prey. También fue anunciada como el acto de apertura de la gira Nice to Meet Ya Tour de Niall Horan en las fechas de la gira en Europa. Sin embargo, estos conciertos fueron cancelados debido a la pandemia de COVID-19. Peters trabajo para otra banda sonora en 2021, esta vez para la serie original de Apple TV+ Trying. Ella escribió e interpretó todas las canciones, con una participación del también artista británico James Bay en la canción "Funeral". Por esta época, Peters creó un club de lectura en línea a través de Instagram.
El 15 de junio de 2021, Peters dejó Atlantic Records y firmó con Gingerbread Man Records de Ed Sheeran. Bajo esta disquera, lanzó su álbum debut You Signed Up for This el 27 de agosto de 2021. El álbum debutó en el número 2 en la lista de álbumes del Reino Unido y fue el álbum más vendido en las tiendas de discos independientes del Reino Unido esa semana. Con los dos primeros sencillos del disco, "John Hughes Movie" y " Psycho ", Peters logró sus primeras entradas en el UK Singles Chart. Peters se embarcó en su primera gira como artista principal en 2022, recorriendo los Estados Unidos. Más tarde ese año, se unió al +–=÷x Tour de Sheeran como acto de apertura. Mientras estaba de gira, lanzó los sencillos " Cate's Brother ", "Blonde", "Good Enough" y "Not Another Rockstar". Peters más tarde anunció que haría una gira por el Reino Unido en abril de 2023.
El 27 de enero de 2023, Peters lanzó "Body Better", el sencillo principal de su segundo álbum, calificándolo como una de sus "canciones más honestas". Después de esto, el 15 de febrero de 2023, Peters anunció el lanzamiento de su segundo álbum, The Good Witch, junto con su lista de canciones, que se lanzó el 23 de junio de 2023, y lo describió como su propia "versión retorcida de un álbum de ruptura". Para promocionar el álbum, quince semanas antes del lanzamiento del álbum, Peters comenzó a lanzar cartas de Tarot semanales diseñadas en torno a una pista del álbum junto con una descripción de lo que la canción estaba a punto de hacer.

## Arte e influencias
Peters posee una voz de soprano. Se describe a sí misma como "gran admiradora de Taylor Swift ", mientras que también expresa admiración por el grupo de chicas inglés-irlandés Girls Aloud y la artista inglesa Lily Allen. También ha citado a Arctic Monkeys, My Chemical Romance, All Time Low y Fall Out Boy como influencias en sus canciones más pop rock.

## Discografía
- You Signed Up for This (2021)
- The Good Witch (2023)

## Filmografía
| Año  | Título                   | Role             | notas                                            |
| ---- | ------------------------ | ---------------- | ------------------------------------------------ |
| 2020 | Trying                   | Músico ambulante | Estrella invitada; Episodio: "The Ex-Girlfriend" |
| 2022 | Never Mind the Buzzcocks | Ella misma       | Miembro del jurado; 1 episodio                   |
| 2024 | How to Date Billy Walsh  | Ella misma       | Cameo                                            |

## Giras

### Artista principal
- You Signed Up For This U.S. tour (2022)[33]
- Maisie Peters Takes Australia and New Zealand (2023)[34]
- Road to Hammersmith Tour (2023)[35]
- A Night with the Good Witch (2023)[36]
- The Good Witch Comes to North America (2023)[37]
- Maisie Peters: Road to Wembley tour (2023)[38]
- The Good Witch Comes to the UK and Europe (2023–2024)[39]
- The Good Witch Comes to Australia (2024)[40]

### Aperturas
- Gira de Mahalia (fechas en el Reino Unido) (2017)
- Gira de Tom Walker (fechas en el Reino Unido y Europa) (2018)
- Gira +–=÷x de Ed Sheeran (todas las fechas) (2022–2023)
- Gira The Eras Tour de Taylor Swift (1 fecha en el Reino Unido) (2023-2024)
- Gira Found Heaven de Conan Gray (fechas en Estados Unidos) (2024)

## Premios y nominaciones
| Premio                                         | Año  | nominado(s)                   | Categoría                                                            | Resultado | Ref.   |
| ---------------------------------------------- | ---- | ----------------------------- | -------------------------------------------------------------------- | --------- | ------ |
| Premios a la música de Hollywood en los medios | 2021 | "Neck of the Woods" de Trying | Mejor canción original en un programa de televisión / serie limitada | Nominada  | [ 41 ] |